# Boheems-Zwitserland

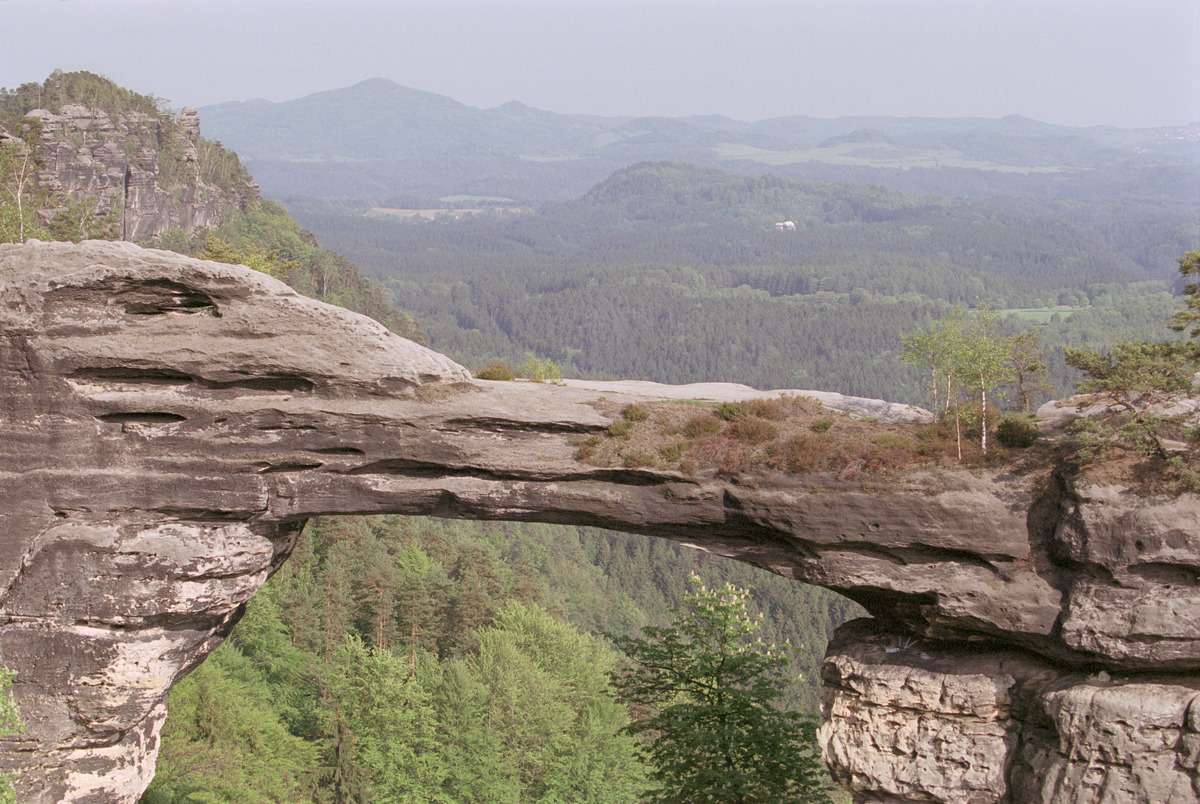
Pravčická brána

Boheems-Zwitserland, Tsjechisch: České Švýcarsko, is een landstreek in het noorden van Tsjechië. Het ligt tegen Duitsland aan, tegen de voormalige DDR. Het is het Tsjechische deel van het Elbezandsteengebergte en ligt ten noorden van Děčín bij de Elbe. Boheems-Zwitserland gaat in het oosten in het Boheemse Woud en in het Lausitzergebergte over en ten westen in het Ertsgebergte.
Het gebied is sinds 1972 beschermd onder ChKO Labske Piskovce en is sinds 2000 een nationaal park, het Nationaal park České Švýcarsko. Er wordt in het gebied gewandeld en geklommen. De hoogste berg is met 723 m de Děčínský Sněžník. Daar staat een uitzichttoren.
De Pravčická brána bevindt zich in Boheems-Zwitserland en is de grootste natuurlijke zandsteenbrug in Europa. Het wandelpad Hřebenovka Ceské Svycarsko loopt door het gebied.

## Websites
- (cs) (de) (en)  Nationalpark Böhmische Schweiz
- Böhmische Schweiz Urlaub
- Czech-Saxon Switzerland. gearchiveerd
- Foto's, 2006. gearchiveerd